# Miodrag Todorčević
Miodrag Todorčević (serbisch-kyrillisch Миодраг Тодорчевић; * 10. November 1940 in Belgrad) ist ein spanischer Schachspieler jugoslawischer Herkunft.
Im Jahre 1975 gewann er in Dijon die französische Meisterschaft.
Er spielte für Frankreich bei zwei Schacholympiaden: 1972 und 1974. Außerdem nahm er für Jugoslawien an der Europäischen Mannschaftsmeisterschaft (1989) teil.
| Hier fehlt eine Grafik, die leider im Moment aus technischen Gründen nicht angezeigt werden kann. Wir arbeiten daran! |